# Klaus Tragbar
Klaus Tragbar (* 1959) ist ein deutscher Bauforscher und Architekturhistoriker. Er forscht als Research Fellow am Zentralinstitut für Kunstgeschichte in München.

## Leben
Tragbar studierte Architektur an der Technischen Hochschule Darmstadt und spezialisierte sich früh auf Bauforschung und Bauaufnahme. 1989 schloss er das Studium mit dem Diplom ab. Von 1990 bis 1996 war er Wissenschaftlicher Mitarbeiter am Fachgebiet Baugeschichte der TH Darmstadt, wo er am interdisziplinären Forschungsprojekt „Die Kirchen von Siena“ des Kunsthistorischen Instituts in Florenz, Max-Planck-Institut, an der Untersuchung der Baugeschichte des Doms Santa Maria Assunta in Siena beteiligt war.
1997 wurde er mit einer Arbeit zum mittelalterlichen Wohnbau in der Toskana bei Walter Haas promoviert. Tragbar erhielt Lehraufträge der TU Darmstadt (1996–1998, 2002) und der Universität Mainz (1997) und vertrat 1997/98 die Professur für Kultur- und Baugeschichte an der Frankfurt University of Applied Sciences. Von 1998 bis 2001 war er Geschäftsführer der Deutschen Burgenvereinigung. Für seine Forschungen zur Idee des ambientismo von Gustavo Giovannoni erhielt er 2001/02 ein Stipendium der Deutschen Forschungsgemeinschaft.
Von 2002 bis 2013 lehrte er als Professor für Entwerfen, Baugeschichte und Architekturtheorie an der Hochschule Augsburg. Im Februar 2013 folgte er dem Ruf als Professor für Baukunst, Baugeschichte und Denkmalpflege an die Universität Innsbruck und leitete dort von 2017 bis 2023 das Institut für Architekturtheorie und Baugeschichte sowie von 2013 bis 2020 das Archiv für Bau.Kunst.Geschichte. 2024 wechselte er an das Zentralinstitut für Kunstgeschichte in München. Im Wintersemester 2024/25 vertritt er die Professur für Baugeschichte und Architekturtheorie an der Hochschule Konstanz.
Seine Forschungsschwerpunkte bilden die Baugeschichte des Mittelalters und die Architekturgeschichte des 20. Jahrhunderts, insbesondere die Rolle der historischen Stadt in der Moderne und die Architektur im Faschismus in Italien. Seit 2005 führt Tragbar Bauuntersuchungen an der Kirche der Erzabtei St. Peter in Salzburg durch. 2010 begann er mit der Bauforschung am Baptisterium in Aquileia. Seit 2023 leitet er gemeinsam mit Kai Kappel das Forschungsprojekt Sommerresidenzen und herrscherliche Refugien um den Monte Vulture. Wohnkomfort und Naturerfahrung im spätstaufisch-frühangevinischen Süditalien.
Klaus Tragbar war von 2000 bis 2016 Mitglied im Vorstand der Koldewey-Gesellschaft für baugeschichtliche Forschung. Er ist Gründungsmitglied und war von 2013 bis 2019 Mitglied im Vorstand der Gesellschaft für Bautechnikgeschichte. Zudem ist er Mitglied im Editorial Advisory Panel des Journal of Construction History. Mit Barry Bergdoll und Andreas Schwarting ist er Herausgeber der Zeitschrift architectura. Zeitschrift für Geschichte der Baukunst / Journal of the History of Architecture.

## Schriften
Monographien und Herausgeberschaften (Auswahl)
- Die Zukunft der Nachkriegsmoderne (Innsbrucker Beiträge zur Baugeschichte 3). Berlin, München 2022
- Die Multiple Moderne / The Multiple Modernity (Innsbrucker Beiträge zur Baugeschichte 2). Berlin, München 2021
- Die Topographie des Wissens. Eine kleine Stadtbaugeschichte der Universität Innsbruck. Innsbruck 2019
- mit Volker Ziegler: Planen und Bauen im Grenzraum / Planning and Building in Border Regions (Innsbrucker Beiträge zur Baugeschichte 1). Berlin, München 2019
- mit Stefan M. Holzer, Christoph Rauhut, Torsten Meyer und Christina Krafczyk: »Mit den wohlfeilsten Mitteln dauerhaft, feuersicher und bequem«. Sparsamkeit als Prinzip, Rationalität als Weltsicht? (Schriftenreihe der Gesellschaft für Bautechnikgeschichte 2). Dresden 2019
- mit Christoph Hölz und Veronika Weiss: Architekturführer Innsbruck / Architectural Guide Innsbruck (Schriftenreihe des Archivs für Baukunst 10). Innsbruck 2017
- mit Werner Lorenz, Christoph Rauhut, Torsten Meyer und Christina Krafczyk: Alltag und Veränderung. Praktiken des Bauens und Konstruierens (Schriftenreihe der Gesellschaft für Bautechnikgeschichte 1). Dresden 2017
- Vom Geschlechterturm zum Stadthaus. Studien zu Herkunft, Typologie und städtebaulichen Aspekten des mittelalterlichen Wohnbaues in der Toskana (um 1100–1350) (Beiträge zur Kunstgeschichte des Mittelalters und der Renaissance 10). Münster 2003 (= Dissertation)

Aufsätze (Auswahl)
- Postaji in pokrajina. Dve (različni) zgradbi Angiola Mazzonija / The Stations and the Landscape. Two (different) buildings by Angiolo Mazzoni, in: Matic Batič (Hrsg.): Fluidna krajina. Prostor, identiteta in evropske obmejne pokrajine / Fluid Landscape. Space, Identity and European Borderlands. Ljubljana 2024, S. 40–71
- Square, Politics and Propaganda. The Redesign of the Piazza Augusto Imperatore in Rome during the Ventennio, in: Marco Cavalieri, Pierre Assenmaker, Mattia Cavagna, David Engels (Hrsg.): Augustus through the Ages. Receptions, Readings and Appropriations of the Historical Figure of the First Roman Emperor. Brussels 2022, S. 391–415
- mit Elmar Kossel: Tirol erwacht! Drei Perspektiven auf ein Land im Aufbruch: Josef Lackner, Norbert Heltschl und Franz Kotek, in: Johann Gallis, Albert Kirchengast (Hrsg.): Brutalismus in Österreich 1960–1980. Eine Architekturtopografie der Spätmoderne in 9 Perspektiven. Wien 2022, S. 56–83
- Capri, il Mediterraneo e la modernità, in: Stamatina Kousidi (Hrsg.): Viaggi e Viste. Mediterraneo e Modernità. Firenze 2020, S. 81–93
- Buls, Sitte, Stübben e gli altri. Giovannoni nell’ambiente europeo, in: Giuseppe Bonaccorso, Francesco Moschini (Hg.): Gustavo Giovannoni e l’architetto integrale. Roma 2019, S. 173–178
- Italia (Capri) rivista. Die Moderne und ihr traditionelles Erbe im Italien des Ventennio, in: Kai Kappel, Erik Wegerhoff (Hrsg.): Blickwendungen. Architektenreisen nach Italien in Moderne und Gegenwart (Römische Studien der Bibliotheca Hertziana 45). München 2019, S. 83–98
- »Presente!« Kult und Raum im Italien des Faschismus, in: Maximiliane Buchner, Anna Minta (Hrsg.): Raumkult – Kultraum. Zum Verhältnis von Architektur, Ausstattung und Gemeinschaft. Bielefeld 2019, S. 47–60
- mit Elmar Kossel: Conquest through Architecture? Italy’s Strategies of Appropriation in Alto Adige and the Trentino after 1920, in: Borut Klabjan (Hrsg.): Borderlands of Memory. Adriatic and Central European Perspectives. Oxford u. a. 2019, S. 187–21
- Siena 1357. The failure of a great plan, in: Ine Wouters u. a. (Hrsg.): Building Knowledge, Constructing Histories. Leiden 2018, Bd. 1, S. 43–49
- Die Inszenierung der Toten. Italienische Kriegsgräberstätten im Alpenraum als Mittel faschistischer Propaganda, in: RIHA Journal 0164, 27 June 2017
- »Fatta l’Italia, bisogna fare …« eine nationale italienische Architektur, in: Damian Dombrowski (Hrsg.): Kunst auf der Suche nach der Nation. Das Problem der Identität in der italienischen Malerei, Skulptur und Architektur vom Risorgimento bis zum Faschismus. Berlin 2013, S. 102–119
- Wie man eine Kathedrale baut. Anmerkungen zum Baumanagement des Doms in Siena, in: Katja Schröck, Bruno Klein, Stefan Bürger (Hrsg.): Kirche als Baustelle – Große Sakralbauten des Mittelalters. Köln 2013, S. 41–59
- Der Quartiere Salicotto in Siena. Eine Stadtsanierung der 1930er Jahre in Italien, in: Kai Krauskopf, Hans-Georg Lippert, Kerstin Zaschke (Hrsg.): Neue Tradition 3. Europäische Architektur im Zeichen von Traditionalismus und Regionalismus. Dresden 2012, S. 143–166
- Dorisch, ionisch, korinthisch – liktorisch? Anmerkungen zur Idee einer faschistischen Architekturordnung, in: Helge Svenshon, Marion Boos, Franziska Lang (Hrsg.): Werkraum Antike. Beiträge zur Archäologie und antiken Baugeschichte. Darmstadt 2012, S. 229–246
- Neue Forschungen zu St. Peter in Salzburg, in: Bericht über die 45. Tagung für Ausgrabungswissenschaft und Bauforschung. Dresden 2010, S. 255–262
- Dante und der Duce. Zu den politischen Motiven der Umgestaltung historischer Städte in der Toskana, in: Aram Mattioli, Gerald Steinacher (Hrsg.): Für den Faschismus bauen. Architektur und Städtebau im Italien Mussolinis. Zürich 2009, S. 189–210
- Graben, bauen und rekonstruieren im Zeichen der ›romanità‹, in: Klaus Rheidt, Ernst-Ludwig Schwandner (Hrsg.): Macht der Architektur – Architektur der Macht (Diskussionen zur archäologischen Bauforschung 8). Mainz 2004, S. 309–320
- Die ›sporti‹ an den mittelalterlichen Wohnbauten der Toskana, in: Bericht über die 40. Tagung für Ausgrabungswissenschaft und Bauforschung. Bonn 2000, S. 143–151
- mit Kai Kappel: Abschied von der Symmetrie. Zur Binnengliederung des ›Castrum Imperatoris‹ in Prato, in: Mitteilungen des Kunsthistorischen Instituts in Florenz 40, 1996, 3, S. 245–266
- Il campanile del duomo di Siena e le torri gentilizie della città, in: Bullettino Senese di Storia Patria 102, 1995, S. 159–186